# Ivan Silajev
Ivan Stěpanovič Silajev (rusky: Иван Степанович Силаев; 21. října 1930 Baktyzino – 8. února 2023 Nižnij Novgorod) byl sovětský a ruský politik, poslední hlava vlády (de facto premiér) Sovětského svazu a jeden z posledních premiérů Ruska v rámci SSSR. Byl zodpovědný za dohled nad sovětskou ekonomikou během pozdní Gorbačovovy éry.

## Život
V roce 1954 absolvoval Kazaňský letecký institut jako strojní inženýr. V roce 1959 se stal členem Komunistické strany Sovětského svazu (KSSS). Během svého působení v Ordžonikidzeho leteckém závodě v Gorkém (nyní Nižnij Novgorod), kam nastoupil v roce 1954, postoupil z nejnižší úrovně až na pozici ředitele závodu (1971 až 1974).
Svou politickou kariéru začal na ministerstvu leteckého průmyslu v roce 1970, kde se stal nakonec náměstkem ministra. Během Brežněvovy éry byl roku 1981 jmenován ministrem leteckého průmyslu, ministrem průmyslu obráběcích strojů a nástrojářství (1980–1981) a členem ústředního výboru KSSS. Když byla rozpuštěna druhá vláda Nikolaje Tichonova, Gorbačov ho v roce 1985 jmenoval místopředsedou Rady ministrů v první vládě Nikolaje Ryžkova. V roce 1986 působil jako šéf vládní komise pro černobylskou havárii.
V říjnu 1990 opustil všechny posty v ústřední vládě, aby se soustředil na svůj post předsedy Rady ministrů Ruské SFSR, do které byl jmenován v červnu téhož roku. Přestože podporoval politiku Borise Jelcina, oponoval jeho separatismu, který nakonec vedl k rozpadu Sovětského svazu. Toho se snažil využít Gorbačov a různě se snažil Silajevovu loajlitu vůči Jelcinovi oslabit, ačkoli ten vždy zdůrazňoval, že pokud by se rozcházely instrukce ze sovětského ústředí s těmi republikovými (Jelcinovými), bude respektovat ty republikové.
Během srpnového puče roku 1991 nebyl Silajev pučisty zatčen. Byl vůdcem delegace politiků Ruské SFSR, kteří přiletěli "vyzvednout" Gorbačova z letního sídla na Krymu bezprostředně po tomto neúspěšném puči. Gorbačov na Silajeva vsadil a přidělil mu dvě funkce: předsedy Výboru pro provozní řízení sovětské ekonomiky (28. srpna – 25. prosince 1991) a předsedy Mezirepublikového hospodářského výboru (20. září – 14. listopadu 1991). Po srpnovém puči byl zrušen kabinet ministrů, a tak výbory, kterým Silajev předsedal, získaly pravomoc vládního kabinetu. Silajev se tak stal poslední hlavou vlády právě se rozpadajícího Sovětského svazu. Tím ovšem Gorbačov také oslabil Silajevovu pozici na republikové úrovni a předpřipravil jeho rychlý pád tam. Ač byl Silajev federální hlavou vlády, jeho pravomoci byly zejména v ekonomické oblasti. Většinu politických pravomocí si uzurpovala vláda Ruské SFSR, která je na sebe převedla dekretem vydaným v reakci na puč již 24. srpna. Silajev se pokusil vymoci pro centrální orgány návrat těchto pravomocí, avšak docílil jen toho, že ho Jelcin odvolal v září z funkce předsedy ruské vlády, což zdůvodnil tím, že není dostatečně reformním v ekonomické oblasti. Legitimita Silajevova vládnutí byla dále narušována tím, jak jednotlivé republiky federace začaly vyhlašovat nezávislost. Dne 19. prosince 1991 Jelcin prohlásil, že Silajevův výbor je rozpuštěn a nabídl Silajevovi satisfakci převedením do diplomatické služby. Silajev to přijal, ale někteří jeho ministři ne a pracovali dále. Protestoval také Gorbačov, ale když i on 21. prosince 1991 rezignoval na svou funkci prezidenta Sovětského svazu, centrální moc se definitivně rozpadla.
Jednou ze zvláštností Silajevova premiérství obou entit byl výběr ministrů. Silajev odmítl starý nomenklaturní princip a rozhodl se, že bude vybírat ministry "vědeckým způsobem", což znamenalo, že všech 200 kandidátů muselo projít pohovorem s psychologem. Zajímavostí je, že psycholog za psychicky zdatné označil jen 14 z 200 kandidátů. Hlavním problémem jeho republikového kabinetu bylo, že si exekutivní moc, která by měla náležet vládě, uzurpoval Nejvyšší sovět RSFSR, jemuž předsedal Jelcin, a který by v principu měl mít jen moc zákonodárnou. Nejvyšší sovět si vytvořil systém výborů, které začaly plnit funkci jakýchsi ministerstev, což vedlo až ke kuriózním situacím, kdy kupříkladu republikový ministr průmyslu Viktor Kisin přiznal tisku, že jediným zaměstnancem jeho ministerstva je ve skutečnosti již jen on sám. Silajev také čelil intrikám Olega Lobova, který byl Jelcinovým oblíbencem a byl jím do vlády časem dosazen. Krom toho, že Lobov podkopával Silajevovu autoritu, byl také konzervativní v ekonomické oblasti a brzdil zprvu odvážné reformní plány kabinetu (program 500 dní). Kvůli tomu z kabinetu odešli někteří ekonomičtí reformátoři jako Grigorij Javlinskij. V závěru Silajevova mandátu byla připravena (v dubnu 1991) nová ekonomická reforma známá jako "Jelcinův–Silajevův plán". Podporovala privatizaci a volný trh. Sám Silajev ji ovšem již nerealizoval.
Po rozpadu SSSR Silajev působil jako stálý zástupce Ruska při Evropském společenství (od 1993 Evropská unie) až do své rezignace v roce 1994. Na konci roku 1994 se stal prezidentem Strojírenské asociace Společenství nezávislých států. V roce 1995 se stal členem ekologického hnutí Cedar. Od roku 1998 byl prezidentem průmyslové a finanční skupiny Industrial Machine, později byl též členem představenstva ropné společnosti Jukos a vedl Národní výbor, který podporoval ekonomickou spolupráci s Latinskou Amerikou. V parlamentních volbách v roce 2007 kandidoval za levicovou Agrární stranu Ruska, ale neuspěl. Od té doby nebyl veřejně aktivní. Jeho smrt oznámila v roce 2023 letecká továrna, jejímž ředitelem v 70. letech byl.